# Wichert Arend de Graaf
Wichert Arend de Graaf (Kampen, 24 maart 1880 – Amsterdam, 25 januari 1970) was een gemeenteambtenaar die werkte bij de Dienst Publieke Werken van de Gemeente Amsterdam.
Ir. De Graaf werd geboren in het gezin van architect Hendrikus de Graaf en Janna Wilhelmina Hazelhorst. Hij huwde Jansje Engeline Mulder. Hij was sinds 1928 officier in de Orde van Oranje-Nassau, in december 1946 werd De Graaf benoemd tot ridder in de Orde van de Nederlandse Leeuw; op 31 december ging hij met pensioen. Zijn laatste woonadres was Dijsselhofplantsoen 12 in een van de uitbreidingsgebieden, ontworpen door Piet Kramer. Hij werd gecremeerd. In 1928 werd zijn gezicht door Anton Rädecker uitgehouwen in natuursteen voor een "portretreeks" aan de Minervalaan in Amsterdam. Het beeld werd in de 21e eeuw gerestaureerd.
De Graaf kreeg zijn opleiding aan de Hogereburgerschool in Kampen en ging vervolgens studeren aan de Polytechnische School te Delft.
Hij kwam direct na zijn studie in 1901 in dienst bij de gemeente Amsterdam en maakte steeds promotie. In 1915 was hij bijvoorbeeld directeur van de afdeling bruggen, waarvoor Jo van de Mey (later opgevolgd door Piet Kramer) werkte. Hij was al in 1919 van mening dat er een brug over het IJ moest komen. In 1926 verdween dit idee min of meer definitief van tafel toen acht veren werden besteld en er een studie begon naar de aanleg van een tunnel onder het IJ. In diezelfde periode gaf De Graaf de aanzet tot het op grote schaal asfalteren van wegen in Amsterdam en hield hij een toespraak voor de "Vereniging van bitumineuse wegconstructies". Hij werd in 1926 opvolger van Andries Willem Bos als directeur van Publieke Werken en bekleedde die functie tot 1947. Een van zijn eerste activiteiten was het doorknippen van een lintje ter opening van brug 411 (Marathonbrug) in mei 1926. Hij was verder verantwoordelijk voor onder andere de infrastructuur rondom de Olympische Spelen 1928, het Algemeen Uitbreidingsplan, de spoorwegwerken Oost (opheffing van het Weesperpoortstation) en de aanleg van het Amsterdamse Bos ("Waarom heeft Amsterdam geen Bois de Boulogne?", ontwerp Ko Mulder). Zijn opvolger bij publieke werken was ir. Jacob Eduard van Heemskerck van Beest (1890-1963).
Naast zijn werkzaamheden was De Graaf fervent bergbeklimmer; hij beklom in 1926 de Matterhorn. In 1932 kwam het gezin in het nieuws vanwege een bijenkolonie die zich in hun tuin had gevestigd.

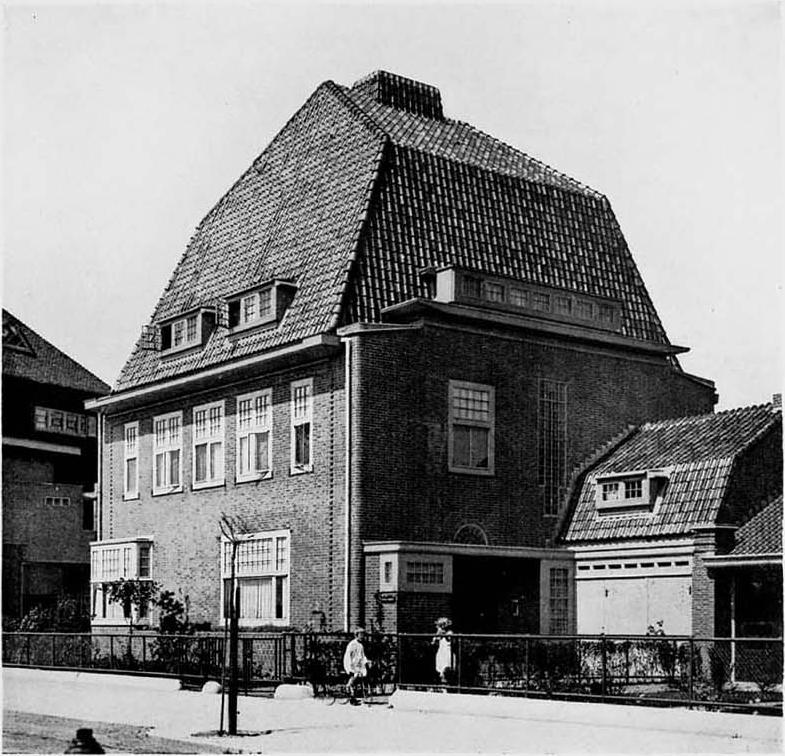
Villa van De Graaf ontworpen door Kramer
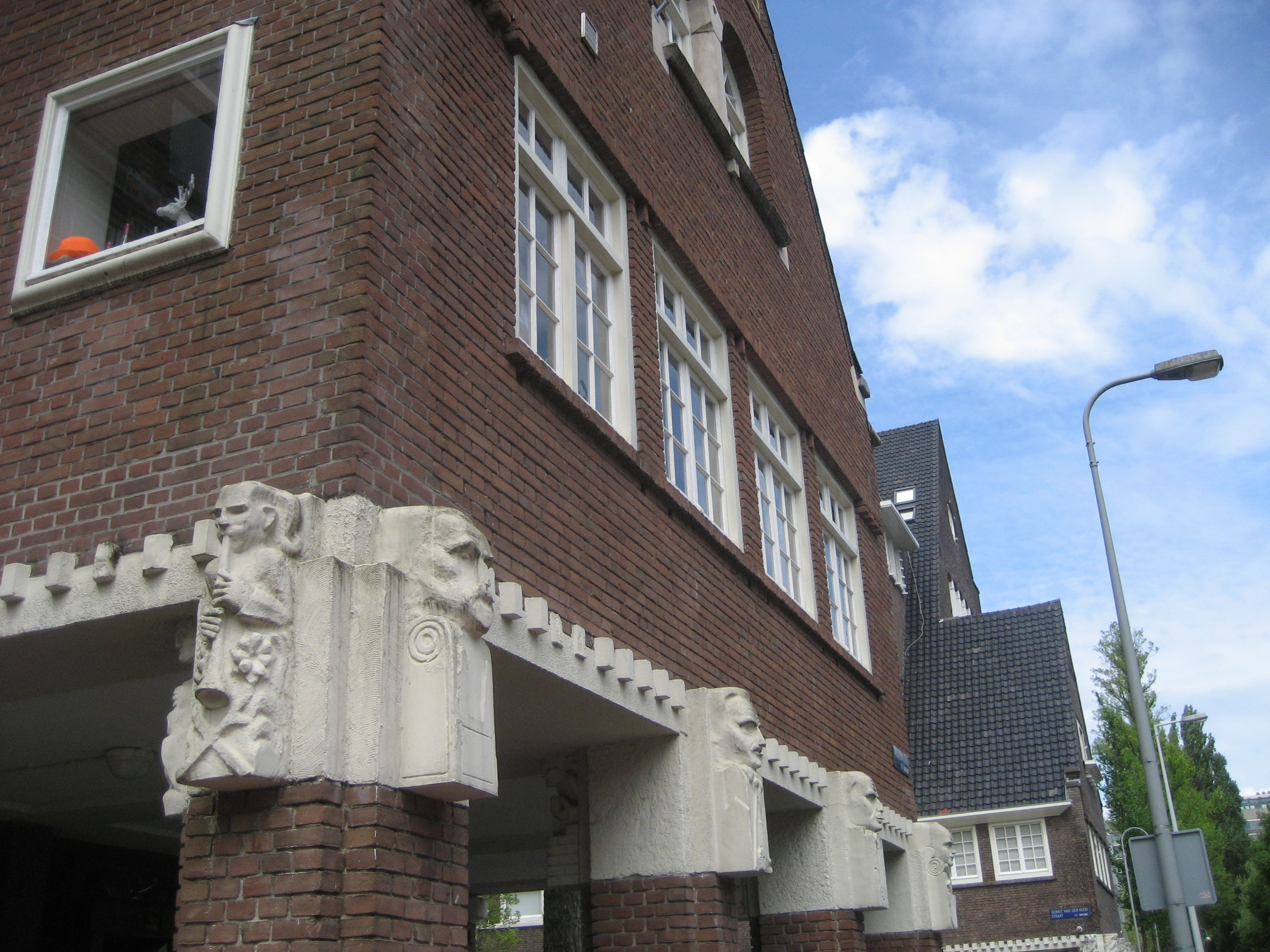
Wichert Arend de Graaf (met de krul) op de hoek Minervalaan/Gerrit van der Veenstraat